# Hibiscus mastersianus
Hibiscus mastersianus är en malvaväxtart som beskrevs av William Philip Hiern. Hibiscus mastersianus ingår i Hibiskussläktet som ingår i familjen malvaväxter. Inga underarter finns listade i Catalogue of Life.